# Luzzi
Luzzi é uma comuna italiana da região da Calábria, província de Cosenza, com cerca de 10.455 habitantes. Estende-se por uma área de 77 km², tendo uma densidade populacional de 136 hab/km². Faz fronteira com Acri, Bisignano, Lattarico, Montalto Uffugo, Rose.

## Demografia
| Variação demográfica do município entre 1861 e 2011                               |
|                                                                                   |
| Fonte: Istituto Nazionale di Statistica (ISTAT) - Elaboração gráfica da Wikipedia |